# Kwintylion
Kwintylion – liczba o wartości: 1 000 000 000 000 000 000 000 000 000 000 = 1030, czyli jedynka i 30 zer w zapisie dziesiętnym.
W krajach stosujących tzw. krótką skalę (głównie kraje anglojęzyczne) kwintylion oznacza 1 000 000 000 000 000 000 = 1018, czyli trylion w pozostałych krajach.
W układzie SI mnożnikowi 1030 odpowiada przedrostek jednostki miary quetta o symbolu Q, a jego odwrotności (jedna kwintylionowa) 10-30 odpowiada quecto o symbolu q. Przedrostki te wprowadzono w listopadzie 2022 roku.